# Trinectes fluviatilis
Trinectes fluviatilis is een  straalvinnige vissensoort uit de familie van amerikaanse tongen (Achiridae). De wetenschappelijke naam van de soort is voor het eerst geldig gepubliceerd in 1928 door Meek & Hildebrand.
De soort staat op de Rode Lijst van de IUCN als niet bedreigd, beoordelingsjaar 2008.